# Bloom (álbum de Beach House)
Bloom es el cuarto álbum de estudio del dúo estadounidense de dream pop Beach House. Fue coproducido por la banda y Chris Coady, y sería lanzado en Norteamérica el 15 de mayo de 2012 por el sello Sub Pop y en Europa por Bella Union. El álbum se compuso durante dos años de gira y se grabó en el Sonic Ranch de Tornillo (Texas), durante siete semanas. Sobre la base de su álbum anterior, Teen Dream (2010), el dúo continuó agregando arreglos de percusión en vivo a sus canciones  para Bloom, complementando los compases de la caja de ritmos.
"Bloom" recibió comentarios positivos de los críticos y debutó en el número siete en el Billboard 200, vendiendo 41.000 copias en su primera semana. Fue clasificado por muchos críticos como uno de los mejores álbumes del año, y en agosto de 2014, pasó a formar parte de la lista Pitchfork de "Los 100 mejores álbumes de la década hasta ahora", apareciendo en el número 53.

## Grabación
Bloom fue escrito "entre innumerables pruebas de sonido y una miríada de experiencias durante dos años de gira", siendo grabado en el Sonic Ranch en Tornillo (Texas). Fue coproducido por Chris Coady (Yeah Yeah Yeahs, Blonde Redhead), quien también produjo el álbum anterior de la banda Teen Dream. Beach House eligió grabar en el oeste de Texas después de ser cautivado por la zona mientras descansaba allí durante una gira. El disco se mezcló en los Electric Lady Studios de Nueva York, y tardó siete semanas en grabarse.
Victoria Legrand describió el título del álbum como una "abstracción de muchos sentimientos". Legrand continuó:

"Para encontrar una palabra o un conjunto de palabras, teníamos gran cuidado, lo que se refleja en "Bloom". Y se basó en el sentimiento y solo en la fe en la palabra. En realidad, tiene más peso para mí que una calidad etérea. Surgió donde tenía sentido. [...] Para que las cosas se sientan bien, definitivamente tienen que asentarse por un tiempo y creo que es por eso que no es etéreo para mí. Asocio esa palabra con fugaz o con no tener sustancia, no lo sé. [...] Solo digo que para nosotros existe una conexión de cierta intensidad con este disco, y creo que la palabra "bloom" es un intento de manifestarlo".

## Lanzamiento
La primera canción lanzada de Bloom, "Myth", fue publicada en el sitio web de Beach House el 7 de marzo de 2012. El 8 de marzo de 2012, se anunció la fecha de lanzamiento del álbum. Una segunda canción del álbum, "Lazuli", fue lanzada como sencillo para el Record Store Day el 13 de abril de 2012. El 6 de mayo de 2012, el álbum se transmitió en su totalidad en NPR Music. El 6 de junio de 2012, se lanzó el video musical de "Lazuli", dirigido por Allen Cordell. El 19 de marzo de 2013, la banda lanzó un video musical para la canción "Wishes". El video fue dirigido por Eric Wareheim del dúo de comedia Tim and Eric.

## Recepción
"Bloom" ha recibido comentarios de los críticos musicales en su mayor parte positivos. En Metacritic, que asigna una calificación normalizada de 100 a las críticas de los principales medios, el álbum recibió una calificación media de 78, basada en 45 críticas, lo que indica "críticas generalmente favorables". Zachary Houle de PopMatters  consideró la perfección del álbum y lo elogió como "simplemente, en el sentido más asombroso del término, absolutamente dorado de principio a fin, un verdadero tesoro y un placer absoluto de experimentar cada vez que lo oyes". J. Pace de Under the Radar también elogió el álbum, escribiendo:" Siempre es una combinación perfecta de nostalgia y añoranza con ambos [Victoria Legrand y Alex Scally], quienes sirven estos conmovedores pero de alguna manera etéreos estados de ánimo que no puedes identificar." Lindsay Zoladz de Pitchfork designó al trabajo como Mejor Nuevo Álbum y elogió la interacción entre Legrand y Scally, escribiendo que los dos "suenan en perfecta sincronía: sus ágiles riffs acentúan sus notas largas y prolongadas para agregar profundidad y ritmo en capas a las pistas". Harley Brown de Consequence of Sound declaró que Bloom "culmina seis años y tres álbumes de dolor anticipatorio con canciones dotadas de sutileza y meticulosidad que se desarrollan por sí mismas", mientras que Hari Ashurst de la BBC Music consideró que el álbum era el mejor trabajo de la banda hasta el momento.
Will Hermes de Rolling Stone dijo que "las melodías, los paisajes de guitarras y los ritmos de los órganos de fondo brindan un ambiente sonoro confortable y exquisito". Zack Kotzer y David Greenwald de The A.V. Club le dieron al álbum una A−,indicando que "Bloom toma lo que funcionó antes y lo intensifica" y que con el disco, "han dominado su fórmula sensual". Otras críticas de "Bloom" fueron más variadas. Annie Zaleski de Alternative Press sintió que el álbum no poseía "tantos ganchos memorables (o tantas estructuras de canciones bien definidas)" como el álbum anterior de la banda, Teen Dream, y que como resultado, "el disco tiende a desvanecerse en un segundo plano y convertirse en algo tan indistinto que es olvidable, incluso después de múltiples escuchas". Maddy Costa de The Guardian criticó la falta de sorpresas del álbum, escribiendo que "no sucede nada que rompa la superficie perfecta, tampoco dentro de las canciones individuales o en todo el álbum, y ese podría ser el problema de Bloom. Es hermoso, espectral, de ensueño, pero nunca acelera el pulso".

### Reconocimientos
Bloom apareció en muchas listas de fin de año de críticos clasificando los mejores álbumes del año, varios de ellos con el álbum incluido en el top 10: Urban outfitters clasificó al álbum en el número dos de su lista, Magnet y Under the Radar en el número tres. PopMatters y Obscure Sound en el número cuatro e Idolator, Consequence of Sound, Gorilla vs. Bear y Pitchfork en el número siete, con este último agregando que: "desde su primer álbum homónimo de 2006, Beach House ha estado refinando pacientemente y expandiendo un sonido singular y fácilmente reconocible". Stereogum y Rolling Stone incluyeron el álbum en el n° 27 y el n° 28 respectivamente, y este último medio señaló que: "La lánguida cantante principal Victoria Legrand tiene algunas cosas oscuras en la cabeza: mortalidad y ruina siguen burbujeando a la cara en el cuarto LP del duo de Baltimore ... Pero difícilmente lo sabrías por la manera feliz en que deja que su voz se mezcle con los acordes de órgano que se balancean suavemente y las guitarras arpegiadas." Rolling Stone también nombró la canción" Other People "la 19.ª mejor canción de 2012".

## Listado de pistas
Todas las letras escritas por Victoria Legrand; toda la música compuesta y arreglada por Alex Scally y Legrand con la ayuda de Daniel Franz.

| N.º | Título                                                                                              | Duración |  |
| 1.  | «Myth»                                                                                              | 4:20     |  |
| 2.  | «Wild»                                                                                              | 4:58     |  |
| 3.  | «Lazuli»                                                                                            | 5:02     |  |
| 4.  | «Other People»                                                                                      | 4:24     |  |
| 5.  | «The Hours»                                                                                         | 4:08     |  |
| 6.  | «Troublemaker»                                                                                      | 4:56     |  |
| 7.  | «New Year»                                                                                          | 5:24     |  |
| 8.  | «Wishes»                                                                                            | 4:40     |  |
| 9.  | «On the Sea»                                                                                        | 5:32     |  |
| 10. | «Irene» (finaliza en el minuto 6:44; el corte oculto "Wherever You Go" comienza en el minuto 13:16) | 16:56    |  |

## Personal
Créditos adaptados de las notas de la cubierta de Bloom.
Beach House
- Victoria Legrand - voz, teclados, órgano, piano
- Alex Scally - guitarra, bajos, piano, órgano y teclados, coros; ediciones/programación de la caja de ritmos

Músicos adicionales
- Daniel Franz - batería y percusión en vivo
- Joe Cueto - viola (track 9)

Producción
- Chris Coady - producción, ingeniería, mezcla
- Beach House - producción
- Manuel Calderón - asistente de ingeniería
- Brooks Harlan - ingeniería
- Phil Joly - asistente de ingeniería
- Joe LaPorta - masterización

Portada
- Beach House - fotografía
- Brian Roettinger - diseño

## Videos musicales
En 2013, la banda produjo un cortometraje titulado "Forever Still", que incluía "Wild", "The Hours", "Lazuli" e "Irene. Pueden verse individualmente o en su totalidad, como se muestra a continuación:
- Forever Still en YouTube.
  - Wild en YouTube.
  - The Hours en YouTube.
  - Lazuli en YouTube.
  - Irene en YouTube.

Otros videos musicales del álbum incluyen:
- Wishes en YouTube., que fue votado el n.º 7 por Rolling Stone entre "Los 10 mejores videos musicales de 2013"[35]

## Listas
| Chart (2012)                               | Peak position |
| ------------------------------------------ | ------------- |
| Australia (ARIA)                           | 40            |
| Bélgica (Ultratop flamenca)                | 10            |
| Bélgica (Ultratop valona)                  | 55            |
| Canadá (Billboard Canadian Albums)         | 16            |
| Dinamarca (Hitlisten)                      | 8             |
| Países Bajos (Album Top 100)               | 54            |
| Francia (SNEP)                             | 59            |
| Alemania (Offizielle Top 100)              | 73            |
| Irlanda (IRMA)                             | 10            |
| Lista no reconocida: IrelandIndependent\|2 |               |
| Noruega (VG-lista)                         | 5             |
| Portugal (AFP)                             | 10            |
| Escocia (Scottish Albums Chart)            | 23            |
| España (PROMUSICAE)                        | 22            |
| Suecia (Sverigetopplistan)                 | 34            |
| Suiza (Schweizer Hitparade)                | 33            |
| Reino Unido (UK Albums Chart)              | 15            |
| Reino Unido (UK Independent Albums)        | 2             |
| Estados Unidos (Billboard 200)             | 7             |
| Estados Unidos (Independent Albums)        | 1             |
| Estados Unidos (Top Alternative Albums)    | 1             |
| Estados Unidos (Top Rock Albums)           | 3             |

| Chart (2012)                          | Position |
| ------------------------------------- | -------- |
| US Independent Albums (Billboard)     | 25       |
| US Top Alternative Albums (Billboard) | 37       |
| US Top Rock Albums (Billboard)        | 61       |

## Historial de versiones
| País           | Fecha              | Sello                |
| -------------- | ------------------ | -------------------- |
| Estados Unidos | 15 de mayo de 2012 | Sub Pop              |
| Reino Unido    | 15 de mayo de 2012 | Bella Union          |
| México         | 15 de mayo de 2012 | Arts & Crafts México |
| Australia      | 15 de mayo de 2012 | Mistletone           |